# Фрационе Валдинферно-Балбо (Кунео)
Фрационе Валдинферно-Балбо је насеље у Италији у округу Кунео, региону Пијемонт.
Према процени из 2011. у насељу је живело 1 становника. Насеље се налази на надморској висини од 1188 м.